# Can Do
「Can Do」（キャン・ドゥ）は、GRANRODEOの16枚目のシングル。2012年4月18日にLantisから発売された。

## 概要
2012年1作目のシングル。Lantisレーベルでの発売は「tRANCE」以来3年ぶりとなる
。販売形態は前作、前々作と同じくCD+DVD仕様になっている。表題曲「Can Do」は、テレビアニメ『黒子のバスケ』のオープニングテーマに起用された。
表題曲の「Can Do」とカップリングの「Love in shelter」では、LUNA SEAのドラマーである真矢がドラムを担当している。

## 批評
CDジャーナルは、「爽やかに弾けるアグレッシヴなギター・ロック・チューン。」「正しくロックンロール的で屈託のないかっこよさ。」と評した。

## 収録曲
（全作詞：谷山紀章、作曲・編曲：飯塚昌明）
CD
1. Can Do [4:24]
  - テレビアニメ『黒子のバスケ』1クール目オープニングテーマ

『黒子のバスケ』のオープニングテーマを担当する事が決まった際に4曲制作した内の2曲目が本作。当初は4曲目に作った「RIMFIRE」を提出する予定だったが、先に提出していた本作を元にアニメ製作が始まっていたため、本作が1クール目のオープニングテーマとなった[2]。
KISHOW曰く「バスケ部等の部活に所属している中高生が共感できるような青春さを感じさせるポップパンク」で、青春感を表現するためサビの高い箇所を地声にしているという。男性のコーラスが挿入されている箇所は、全てスタッフによる。[3]。
PVで使われているギターは新しくESPにより作られたもので、ヴァン・ヘイレンと同じ仕様のアーム付きである。[2]。
また、プロ野球・阪神タイガースの小嶋達也投手が2014年シーズンより入場曲として使用している。
2. Love in shelter [6:00]
6月30日から始まる野音ライブに向けて作った曲で、Bメロはエアロスミスの「LOVE IN AN ELEVATOR」をメロディ、歌詞ともに意識して作っている[2]。
3. メズマライズ [5:58]
前作の「愛のWarrior」の製作中に不採用になった曲。KISHOWが得意な歌い方で、レコーディングがとても早く終わったという[2]。
4. Can Do（instrumental）
5. Love in shelter （instrumental）
6. メズマライズ （instrumental）

DVD（初回限定盤のみ）
1. Can Do Music Clip

## 収録アルバム
| 曲名         | 収録アルバム     | 備考        |
| ------------ | ---------------- | ----------- |
| Can Do       | CRACK STAR FLASH | 5thアルバム |
| メズマライズ | CRACK STAR FLASH | 5thアルバム |

## カバー
Can Do
- でんぱ組.inc - 2020年8月19日発売の『GRANRODEO Tribute Album "RODEO FREAK"』に収録。

メズマライズ
- MUCC - 2020年8月19日発売の『GRANRODEO Tribute Album "RODEO FREAK"』に収録。